# Făurești (okręg Vâlcea)
Făurești – wieś w Rumunii, w okręgu Vâlcea, w gminie Făurești. W 2011 roku liczyła 495 mieszkańców.